# Terneuzen
Terneuzen (phát âmⓘ) là một đô thị ở tây nam Hà Lan, trong tỉnh Zeeland, tại trung bộ Zeelandic Flanders. Thành phố này có 55.000 dân, là đô thị đông dân nhất Zeeland.

## Các trung tâm dân cư
Terneuzen (dân số: 24.150), Axel (8.274), Sas van Gent (4.000), Zaamslag (3.018), Hoek (3.000), Koewacht (2.700), Sluiskil (2.700), Philippine (2.200), Westdorpe (2.028), Biervliet (1.671), Zuiddorpe (1.000), Zandstraat (379), Spui (300), Overslag (250).